# Rhabdomastix tonnoirana
Rhabdomastix tonnoirana är en tvåvingeart som beskrevs av Alexander 1934. Rhabdomastix tonnoirana ingår i släktet Rhabdomastix och familjen småharkrankar. Inga underarter finns listade i Catalogue of Life.